# 尖羽角蕨
尖羽角蕨（学名：Cornopteris christenseniana）为蹄盖蕨科角蕨属下的一个种。

## 扩展阅读
- 維基物種上的相關：尖羽角蕨